# Vestalis melania
Vestalis melania är en trollsländeart som beskrevs av Selys 1873. Vestalis melania ingår i släktet Vestalis och familjen jungfrusländor. Inga underarter finns listade i Catalogue of Life.